# Campionat d'Europa de futbol 1992
L'Eurocopa de futbol de 1992 es va disputar a Suècia entre el 10 i el 26 de juny de 1992.
En aquella edició, només vuit seleccions podien disputar el torneig final. Set països es van haver de classificar per a la fase final, mentre que Suècia estava classificada automàticament per ser l'amfitriona del torneig. En un inici, Iugoslàvia estava classificada, però a causa de la Guerra dels Balcans va ser exclosa, poc abans de l'inici del torneig. La plaça vacant la va ocupar Dinamarca, per ser la segona del grup de classificació que havia liderat Iugoslàvia. A la fi, sorprenentment, la selecció danesa guanyaria el torneig en la final davant d'Alemanya, malgrat que quasi no s'havia preparat per disputar aquest campionat. Per altra banda, la selecció de l'URSS va participar-hi amb el nom de Comunitat d'Estats Independents, després de la seva dissolució el 1991.

## Països participants
Vegeu la fase de classificació en: Classificació per a l'Eurocopa 1992 .
| Equips participants | Equips participants | Equips participants | Equips participants |
| ------------------- | ------------------- | ------------------- | ------------------- |
| CEI                 | Dinamarca           | Anglaterra          | França              |
| Alemanya            | Països Baixos       | Escòcia             | Suècia              |

## Seus
| Ciutat            | Estadi         | Capacitat |
| ----------------- | -------------- | --------- |
| Göteborg          | Nya Ullevi     | 44.000    |
| Solna, (Estocolm) | Råsundastadion | 40.000    |
| Malmö             | Malmö Stadion  | 30.000    |
| Norrköping        | Idrottsparken  | 23.000    |

## Primera fase

### Grup A
| Equip      | Pts | PJ | PG | PE | PP | GF | GC |
| ---------- | --- | -- | -- | -- | -- | -- | -- |
| Suècia     | 5   | 3  | 2  | 1  | 0  | 4  | 2  |
| Dinamarca  | 3   | 3  | 1  | 1  | 1  | 2  | 2  |
| França     | 2   | 3  | 0  | 2  | 1  | 2  | 3  |
| Anglaterra | 2   | 3  | 0  | 2  | 1  | 1  | 2  |

### Grupo B
| Equip         | Pts | PJ | PG | PE | PP | GF | GC |
| ------------- | --- | -- | -- | -- | -- | -- | -- |
| Països Baixos | 5   | 3  | 2  | 1  | 0  | 4  | 1  |
| Alemanya      | 3   | 3  | 1  | 1  | 1  | 4  | 4  |
| Escòcia       | 2   | 3  | 1  | 0  | 2  | 3  | 3  |
| CEI           | 2   | 3  | 0  | 2  | 1  | 1  | 4  |

## Fase final
|  | Semifinals                            | Semifinals |   |  | Final                              | Final |  |
|  |                                       |            |   |  |                                    |       |  |
|  | 21 de juny - Råsundastadion, Estocolm |            |   |  |                                    |       |  |
|  | Suècia                                | 2          |   |  |                                    |       |  |
|  | Alemanya                              | 3          |   |  |                                    |       |  |
|  |                                       |            |   |  |                                    |       |  |
|  |                                       |            |   |  | 26 de juny - Nya Ullevi, Gotemburg |       |  |
|  |                                       |            |   |  | Alemanya                           | 0     |  |
|  |                                       | Dinamarca  | 2 |  |                                    |       |  |
|  |                                       |            |   |  |                                    |       |  |
|  |                                       |            |   |  |                                    |       |  |
|  |                                       |            |   |  |                                    |       |  |
|  | 22 de juny - Nya Ullevi, Gotemburg    |            |   |  |                                    |       |  |
|  | Països Baixos                         | 2 (4)      |   |  |                                    |       |  |
|  | Dinamarca (pen.)                      | 2 (5)      |   |  |                                    |       |  |

## Semifinals
| Suècia                          | 2–3 | Alemanya                          |
| ------------------------------- | --- | --------------------------------- |
| Brolin (p) 64' K. Andersson 89' |     | Hässler 11' Riedle 59' Riedle 88' |

 Råsundastadion, Estocolm
Àrbitre: Tullio Lanese (Itàlia) 
Assistència: 28.827        
| Països Baixos             | 2–2 | Dinamarca                          |
| ------------------------- | --- | ---------------------------------- |
| Bergkamp 23' Rijkaard 86' |     | Henrik Larsen 5' Henrik Larsen 33' |

 Nya Ullevi, Gotemburg
Àrbitre: Emilio Soriano Aladrén (Espanya) 
Assistència: 37.450        
|  | Tanda de penalts |          |     |          |            |
|  | R. Koeman        | Encertat | 1:1 | Encertat | Larsen     |
|  | van Basten       | Fallat   | 1:2 | Encertat | Povlsen    |
|  | Bergkamp         | Encertat | 2:3 | Encertat | Elstrup    |
|  | Rijkaard         | Encertat | 3:4 | Encertat | Vilfort    |
|  | Witschge         | Encertat | 4:5 | Encertat | Christofte |

## Final
| Dinamarca              | 2–0 | Alemanya |
| ---------------------- | --- | -------- |
| Jensen 18' Vilfort 78' |     |          |

 Nya Ullevi, Gotemburg
Àrbitre: Bruno Galler (Suïssa) 
Assistència: 37.800        
| DINAMARCA                                 | ALEMANYA                                                       |
| ----------------------------------------- | -------------------------------------------------------------- |
| 1 Peter Schmeichel                        | 1 Bodo Illgner                                                 |
| 2 John Sivebæk                            | 14 Thomas Helmer                                               |
| 3 Kent Nielsen                            | 2 Stefan Reuter                                                |
| 4 Lars Olsen                              | 4 Jürgen Kohler                                                |
| 12 Torben Piechnik                        | 6 Guido Buchwald                                               |
| 6 Kim Christofte                          | 3 Andreas Brehme                                               |
| 7 John Jensen                             | 8 Thomas Häßler                                                |
| 18 Kim Vilfort                            | 16 Matthias Sammer                                             |
| 13 Henrik Larsen                          | 17 Stefan Effenberg                                            |
| 9 Flemming Povlsen                        | 11 Karl-Heinz Riedle                                           |
| 11 Brian Laudrup                          | 18 Jürgen Klinsmann                                            |
| DT Richard Møller Nielsen                 | DT Berti Vogts                                                 |
| Canvis Claus Christiansen (Sivebaek, 58') | Canvis Thomas Doll (Sammer, 53') Andreas Thom (Effenberg, 66') |
| Amonestats Piechnik                       | Amonestats Effenberg Hassler Reuter Doll Klinsmann             |

|  | Campió: DINAMARCA Primer títol |

## Golejadors
| Jugador           | Selecció      | Gols |
| ----------------- | ------------- | ---- |
| Henrik Larsen     | Dinamarca     | 3    |
| Karlheinz Riedle  | Alemanya      | 3    |
| Dennis Bergkamp   | Països Baixos | 3    |
| Tomas Brolin      | Suècia        | 3    |
| Jean-Pierre Papin | França        | 2    |
| Thomas Hässler    | Alemanya      | 2    |
| Frank Rijkaard    | Països Baixos | 2    |
| Jan Eriksson      | Suècia        | 2    |

## Símbols

### Pilota
La marca alemanya Adidas fabricà la pilota oficial del torneig, l’Adidas Etrusco Unico, que també fou utilizada a la Copa Mundial de 1990.  Aquesta pilota de competició incluía per primera vegada una capa interna d’escuma negra de poliuretà, de tal manera que la impermeabilització era total i la pilota era més lleugera i ràpida.

### Cançó oficial
L’himne oficial de l’Eurocopa 1992 fou la cançó «More Than a Game», composta per Lasse Holm i interpretada per Towe Jaarnek i Peter Jöback.